# Горњи Вучковићи
Горњи Вучковићи су насељено мјесто града Врбовског, у Горском котару, у Приморско-горанској жупанији, Република Хрватска.

## Географија
Горњи Вучковићи се налазе око 13 км сјеверозападно од Врбовског.

## Становништво
Према попису становништва из 2011. године, насеље Горњи Вучковићи је имало 13 становника.
| Националност       | 1991. | 1981. | 1971. | 1961. |
| Срби               | 28    | 24    | 49    | 67    |
| Југословени        |       | 11    |       |       |
| остали и непознато |       | 7     |       | 1     |
| Укупно             | 28    | 42    | 49    | 68    |

| Демографија | Демографија | Демографија |
| Година      | Становника  | Становника  |
| ----------- | ----------- | ----------- |
| 1961.       | 68          |             |
| 1971.       | 49          |             |
| 1981.       | 42          |             |
| 1991.       | 28          |             |
| 2001.       | 19          |             |
| 2011.       |             | 13          |